# 孟庾
孟庾（?—?），字富文，宋朝濮州（今山东省鄄城县北）人。宋高宗时参知政事。
南宋绍兴元年（1131年）十月，自试户部尚书转任参知政事。十一月，宋高宗命他为福建、江西、湖南宣抚使。绍兴二年（1132年）七月，在镇压诸路农民起事后，担任通议大夫。八月，转任权同都督江、淮、荆、浙诸军。绍兴四年（1134年）十月，宋高宗和金朝作战，拜孟庾为行宫留守。绍兴五年（1135年）转任左通奉大夫，提领总制局兼知枢密院事。因病请求去职，宋高宗同意，七月，孟庾罢职。绍兴六年（1136年）七月，宋高宗命孟庾提举万寿观、行宫同留守，到尚书省治事。绍兴八年十一月，知严州（今浙江省建德市）。